# Jorge Enrique Abello
Jorge Enrique Abello (Bogotá, 1968. február 28. –) kolumbiai színész.

## Filmjei
- Las Ejecutivas 1996
- La Mujer en el Espejo 1997
- Perro amor 1998
- Betty, a csúnya lány (Betty La Fea) 1999 (Magyarországon a TV2 kereskedelmi csatorna mutatta be 2003-ban, magyar hang: Crespo Rodrigo, majd Viczián Ottó)
- Betty, a csúnya lány 2. (Eco moda) 2001
- La Costeña y el Cachaco 2003
- Anita, a bűbájos bajkeverő (Anita no te Rajes) 2004
- En los tacones de Eva 2006
- ICarly 2008
- A corazón Abierto 2011
- ¿Dónde está Elisa? 2012

## Fordítás
- Ez a szócikk részben vagy egészben  a   Jorge Enrique Abello című angol Wikipédia-szócikk fordításán alapul.  Az eredeti cikk szerkesztőit annak laptörténete sorolja fel. Ez a jelzés csupán a megfogalmazás eredetét és a szerzői jogokat jelzi, nem szolgál a cikkben szereplő információk forrásmegjelöléseként.